# Dhikrā ʿAlwasch
Dhikrā Muḥammad Dschābir ʿAlwasch al-ʿAbāyaschī (verbreitete Transkriptionen: Zekra Mohammed Alusch, Thikra Alwasch, Zekra Muhammed Jaber Alwach Al-Abayachi, Thikra Alwash oder Alloush; arabisch ذكرى محمد جابر علوش العبايجي, DMG Ḏikrā Muḥammad Ǧābir ʿAlwaš al-ʿAbāyaǧī; * 1968 in Babylon) ist eine irakische Politikerin. Von Februar 2015 bis September 2020 war sie Bürgermeisterin von Bagdad.

## Leben

### Ausbildung und Beruf
ʿAlwasch machte an der Universität Bagdad den Bachelor der Ingenieurwissenschaften (1990), den Master im Fach Bauprojektmanagement (2002) und im selben Fach den Doktor (2007). Mehrfach belegte sie Kurse an ausländischen Universitäten, so etwa an der Universität Alexandria (Ägypten), der Amerikanischen Universität Beirut (Libanon) und der Universität von Jordanien.
1993 stieg sie als Ingenieur bei einem Bauprojekt ins Berufsleben ein. ʿAlwasch war Dozentin von 1993 bis 1998 an der Fakultät für Bauingenieurwesen der Universität Babylon (Hilla) und von 2002 bis 2004 im Institut für Architekturingenieurwesen der Universität Bagdad.

### Ministerium für Hochschulbildung und wissenschaftliche Forschung
2009 wurde ʿAlwasch als Direktorin ans Ministerium für Hochschulbildung und wissenschaftliche Forschung berufen und arbeitete dort in der Abteilung für Bauwesen und Projekte. 2014 wurde sie zur Generaldirektorin derselben Abteilung ernannt. ʿAlwasch arbeitete dabei direkt mit dem damaligen Premierminister Haider al-Abadi zusammen.

### Bürgermeisterin von Bagdad
Am 22. Februar 2015 ernannte al-Abadi Dhikrā ʿAlwasch zur Bürgermeisterin von Bagdad. Damit war sie die erste Frau in diesem Amt. Das geschah in einem Land, in dem laut UN-Bericht von 2014 mindestens ein Viertel der irakischen Frauen über 12 Jahren Analphabeten und nur 14 Prozent der Frauen berufstätig waren. ʿAlwasch war damit auch die erste Bürgermeisterin einer Hauptstadt der Arabischen Liga. In diesem Amt arbeitete ʿAlwasch weiterhin direkt mit Premierminister Haider al-Abadi zusammen und hatte dieselben Rechte wie ein Minister der Regierung. Ihr Vorgänger im Amt, Naim Aboub al-Kaabi war wegen Inkompetenz und Korruption entlassen worden. Haider al-Abadi setzte große Hoffnungen in Zekra Alwach und ihre Fähigkeiten in der Stadt ein zivilisiertes Leben voranzutreiben, indem sie die Reformierung und Entwicklung staatlicher Institutionen überwachte.
ʿAlwasch wurde mit dem Bürgermeisteramt in einer schwierigen Zeit betraut. Die Stadt war akut von Autobombenanschlägen und religiös motivierten Morden betroffen. ʿAlwasch galt als Technokratin, gehörte keiner Partei an und wollte keine Aktivistin sein. Dennoch nahm sie sich vor, als Bürgermeisterin die Themen Sicherheit, Korruption und Armut anzugehen.
2017 stufte Transparency International den Irak in Hinblick auf Korruption an 169. Stelle von 180 Ländern der Erde ein. Damit bestätigt die Organisation das Gefühl der meisten Iraker, dass Korruption ein sehr großes Problem in ihrem Land sei. Für eine Anti-Korruptionskampagne mobilisierte ʿAlwasch vor allem die Unterstützung von Frauen.
Als Bürgermeisterin pflegte ʿAlwasch internationale Beziehungen, um Unterstützung für die aktuellen Probleme der Stadt zu erhalten. Auf Einladung von Dhikrā ʿAlwasch besuchten der Bürgermeister Jim Throgmorton aus Iowa City und Christopher Merrill, Direktor des International Writing Programs der Universität of Iowa, Ende 2017 Bagdad. Sie besichtigten dabei das Internationale Blumen- und Kultur-Festival in Bagdad. Bagdad gehört als Stadt der Literatur dem UNESCO Creative Cities Network seit 2015 an, Iowa seit 2008.
Dhikrā ʿAlwasch besuchte Teheran 2017 und lud 2019 den Bürgermeister von Teheran Pirouz Hanachi nach Bagdad ein, um sich über Themen möglicher Zusammenarbeit auszutauschen: Stadtentwicklungs- und Dienstleistungsprojekte, Architektur, Reparatur historischer Denkmäler, Verschönerung der Stadt, Bewirtschaftung und Recycling von Abfällen.
2018 nahm ʿAlwasch an einer international besetzten Podiumsdiskussion der Weltbank zum Thema "Der Zusammenhang zwischen Sicherheit und Entwicklung" teil. Sie beschrieb, dass verbesserte Sicherheit Voraussetzung dafür sei, um Straßen zu räumen und Investoren anzuziehen, die Arbeitsplätze schafften. Damit könne langfristige Stabilität garantiert werden. Sie merkte an, dass Daesh zwar besiegt worden sei, seine Ideologie jedoch fortbestehe und es zäher Arbeit bedürfe, dem entgegenzuwirken.
Auf einer weiteren Podiumsdiskussion zum Thema "Frauen für den Frieden stärken" vertrat sie den Standpunkt, dass der Konflikt mit Daesh im Irak die Wirtschaft beeinflusst habe, was sich wiederum auf die Finanzierung und die wirtschaftlichen Möglichkeiten für Frauen ausgewirkt habe. Laut ʿAlwasch ist die Einbeziehung der Frauen für den Friedens- und Versöhnungsprozess von entscheidender Bedeutung. Ohne Frauen könnten Gesellschaften die Grundprobleme, mit denen sie konfrontiert sind, nicht lösen. Alwash zeigte sich stolz darauf, dass es trotz der zahlreichen Konflikte im ganzen Land viele von Frauen geführte Projekte in unterschiedlichen Branchen gäbe. Sie betonte aber auch, dass sich Männer ebenfalls für Frauenrechte einsetzen müssten.
Dhikrā ʿAlwasch hatte ihr Amt mit einem großen Schuldenberg übernommen und musste für ihren Plan, die Stadt von den Kriegsschäden zu befreien und die Infrastruktur zu reaktivieren, Geld organisieren. Oberste Priorität hatten dabei auch die Wasserversorgung, die Kanalisation und die Müllentsorgung. Für ein Trinkwasserver- und Abwasserentsorgungs-Projekt bekam sie 210 Millionen Dollar Unterstützung von der Weltbank.
Für den Wiederaufbau von Straßen, der Einrichtung von öffentlichen Verkehrsmitteln, inklusive einer Metro, der Gestaltung von Promenaden und der Wiederbelegung von Parks plante sie die Bürgermeisterin von Paris Anne Hidalgo zu gewinnen.
Auf Einladung von Dhikrā ʿAlwasch besuchte 2019 eine österreichische Delegation Bagdad, um über Geschäftsbeziehungen zu beraten.
Am 14. September 2020 wurde der Architekt Manhal Al-Habbobi zum Nachfolger von ʿAlwasch benannt. Eigentlich plante Dhikrā ʿAlwasch ihr Amt zehn Jahre auszuüben, um Bagdad zu revitalisieren, nun sind es immerhin fünf Jahre geworden.

### Sonstiges Engagement
ʿAlwasch engagiert sich auch in diversen Organisationen. Sie ist Vorsitzende der Frauenförderungsorganisation im Irak und des Ausschusses für Bagdad als Stadt der Literatur. Sie ist Makiya Engineering Consultant der Bagdad Development Foundation.

### Privates
ʿAlwasch ist verheiratet mit dem Major General Ali Al-Araji.